# Sette Piccole Fortune
Le Sette Piccole Fortune (七小福) erano un gruppo di studenti fondato nel 1960 a Hong Kong e frequentanti la Peking Opera School.
Come migliori allievi della scuola erano mandati a esibirsi spesso in spettacoli dimostrativi in varie parti della città, dove mettevano in pratica ciò che avevano imparato: teatro, canto, ballo, arti marziali e acrobazia. Durante gli anni settanta furono inviati in varie compagnie cinematografiche per lavorare come stuntman o attori. Alcuni di loro ebbero molto successo in campo cinematografico, ad esempio Jackie Chan, Sammo Hung, Yuen Biao, Corey Yuen, Yuen Wah, mentre altri col tempo cambiarono del tutto strada.
Gli allievi che frequentavano la scuola sotto la responsabilità dello shifu Yu Jim Yuen, adottavano il suo cognome, Yuen, in segno di rispetto. Di seguito, la lista del gruppo (con i nomi d'arte usati durante gli spettacoli e la data di nascita degli artisti):
- Yuen Lung / Yuen Chu, o Sammo Hung (元龍), (1952)
- Yuen Lou, o Jackie Chan (元樓), (1954)
- Yuen Biao (元彪), (1957)
- Yuen Kwei, o Corey Yuen (元奎), (19??)
- Yuen Wah (元華), (1950)
- Yuen Tak (元德), (1956)
- Yuen Wu (元武), (19??)